# Ronda van Midden-Nederland
La Ronda van Midden-Nederland fou una competició ciclista que es disputà anualment pels voltants de la ciutat d'Utrecht, als Països Baixos. La cursa va ser creada el 1948 i forma part de l'UCI Europa Tour, amb una categoria 1.2 des del 2010. Del 2015 al 2017 la cursa es disputà en dues etapes. L'edició del 2019 fou anul·lada i posteriorment no s'ha tornat a disputar. Wim Stroetinga, amb tres victòries, és el ciclista que més vegades l'ha guanyat.

## Palmarès
| Any                          | Vencedor              | Segon                  | Tercer              |
| ---------------------------- | --------------------- | ---------------------- | ------------------- |
| 1948                         | Gerrit Voorting       | Frans Vos              | Kees Koot           |
| 1949                         | Lode Wouters          | Joseph Marien          | Jan Lagrouw         |
| 1950                         | Hein van Breenen      | Cor Witteveen          | Wim Snijders        |
| 1951                         | Hein van Breenen      | Jan van Dijk           | Ed Koeman           |
| 1952                         | Adri Voorting         | Arend van 't Hof       | Wim Snijders        |
| 1953                         | Rik Van Looy          | Gijs Pauw              | Piet Schollen       |
| 1954                         | Krijn Post            | J. Looyen              | Daan de Groot       |
| 1955                         | Piet Steenvoorden     | David Janbroers        | Schalk Verhoef      |
| 1956                         | Piet de Jongh         | Jan Buis               | Harry Ehlen         |
| 1957                         | Gijs Pauw             | Gerard Vergoossen      | Ben Teunisse        |
| 1958                         | René Lotz             | Piet Steenvoorden      | Frans Vandenbussche |
| 1959. No disputada           |                       |                        |                     |
| 1960                         | Jan Janssen           | Lex van Kreuningen     | Gerard Wesseling    |
| 1961                         | Henk Nijdam           | Cees Lute              | Jan Janssen         |
| 1962-1966. No disputada      |                       |                        |                     |
| 1966                         | Leen de Groot         | John Meijer            |                     |
| 1967. No disputada           |                       |                        |                     |
| 1968                         | Daan Holst            | Frits Hoogerheide      | Rink Cornelisse     |
| 1969                         | Henk Benjamins        | Cor Leunis             | Henk Nieuwkamp      |
| 1970                         | Ger Harings           | Wim Bravenboer         | Wil Luppers         |
| 1971                         | Jan Hordijk           | Jan Spetgens           | Fons van Katwijk    |
| 1972                         | Aad van den Hoek      | Arie Hassink           | Klaas Balk          |
| 1973                         | Jan Raas              | Wim de Waal            | Piet Kuys           |
| 1974                         | Jan van Houwelingen   | Piet van der Kruijs    | Ton ter Harmsel     |
| 1975                         | Michel Jacobs         | Adri van Houwelingen   | Wim Pater           |
| 1976                         | Hans Koot             | Jan Bakker             | Gerrie van Gerwen   |
| 1977                         | Piet van Leeuwen      | Henk Mutsaars          | Frits Schur         |
| 1978                         | Frits Pirard          | Frits Schur            | Ad Tak              |
| 1979                         | Jos Lammertink        | Ad Wijnands            | Peter Damen         |
| 1980                         | Jacques Hanegraaf     | Jannes Slendebroek     | Frank Moons         |
| 1981                         | Piet Kuys             | Peter Damen            | Arie Hassink        |
| 1982                         | Joop Ribbers          | Ron Smit               | Roy Lemmens         |
| 1983                         | Jack van der Toorn    | Cor van Bijnen         | Michel van Wezel    |
| 1984                         | Nico van de Klundert  | Mathieu Dohmen         | Richard Beumer      |
| 1985                         | Piet Pompstra         | Jurrien Schuitema      | Frank Rijkhoff      |
| 1986                         | John van den Akker    | Frank Kersten          | Rik Rutgers         |
| 1987                         | Johnny Broers         | Tonnie Teuben          | Gerard Moehlmann    |
| 1988                         | Louis de Koning       | Richard Mulder         | Dick van Dalen      |
| 1989                         | Mario Gutte           | Marc Faas              | Rudi Kemna          |
| 1990                         | Rober van de Vin      | Antoine Goense         | Patrick Eyk         |
| 1991                         | Godert de Leeuw       | Marcel van der Vliet   | Jeroen Blijlevens   |
| 1992                         | Jan de Leeuw          | Arno Ottevanger        | Raymond Thebes      |
| 1993                         | Godert de Leeuw       | Michael van der Wolf   | Arjan Vinke         |
| 1994                         | Jonas Romanovas       | Remigius Lupeikis      | Stanislav Nefedov   |
| 1995. No disputada           |                       |                        |                     |
| 1996                         | Robert van der Donk   | William Berns          | Sander Hup          |
| 1997                         | Erik Bos              | Jacco Konijn           | Lars Christiaanse   |
| 1998. Anul·lada per tempesta |                       |                        |                     |
| 1999                         | Peter Voshol          | Marcel Alma            | Herman Fledderus    |
| 2000                         | Albert Schurer        | Bert van der Kaap      | David Veenendaal    |
| 2001. No disputada           |                       |                        |                     |
| 2002                         | Sander Lormans        | Marcel Beima           | Maint Berkenbosch   |
| 2003                         | Marvin van der Pluijm | Pascal Hermes          | Fulco van Gulik     |
| 2004                         | Angelo van Melis      | Jeroen Boelen          | Paul van Schalen    |
| 2005                         | Wim Stroetinga        | Arno Wallaard          | Fulco van Gulik     |
| 2006                         | Niki Terpstra         | Jos Pronk              | Paul van Schalen    |
| 2007                         | Marco Bos             | Reinier Honig          | Lars Jun            |
| 2008                         | Jan Bos               | Hans Bloks             | Ger Soepenberg      |
| 2009                         | Jeroen Boelen         | Peter Schep            | Marco Bos           |
| 2010                         | Wesley Kreder         | Jarno Gmelich Meijling | Michael Schweizer   |
| 2011                         | Wim Stroetinga        | Marco Zanotti          | Michael Schweizer   |
| 2012                         | Ivar Slik             | Jacob Fiedler          | Jim van den Berg    |
| 2013                         | Sebastian Forke       | Maarten van Trijp      | Michael Schweizer   |
| 2014                         | Wim Stroetinga        | Eduard-Michael Grosu   | André Looij         |
| 2015                         | Olivier Pardini       | Gaetan Bille           | Christophe Premont  |
| 2016                         | Christopher Opie      | Karol Domagalski       | Peter Williams      |
| 2017                         | Kamil Gradek          | Steele Von Hoff        | Tom Baylis          |
| 2018                         | Casper von Folsach    | Maarten van Trijp      | Rasmus Bøgh Wallin  |